# Corral City
Corral City és una població dels Estats Units a l'estat de Texas. Segons el cens del 2000 tenia 89 habitants.

## Demografia
Segons el cens del 2000, Corral City tenia 89 habitants, 29 habitatges, i 20 famílies. La densitat de població era de 859,1 habitants/km².
Dels 29 habitatges en un 41,4% hi vivien nens de menys de 18 anys, en un 51,7% hi vivien parelles casades, en un 13,8% dones solteres, i en un 31% no eren unitats familiars. En el 17,2% dels habitatges hi vivien persones soles el 17,2% de les quals corresponia a persones de 65 anys o més que vivien soles. El nombre mitjà de persones vivint en cada habitatge era de 3,07 i el nombre mitjà de persones que vivien en cada família era de 3,75.
Per edats la població es repartia de la següent manera: un 39,3% tenia menys de 18 anys, un 4,5% entre 18 i 24, un 34,8% entre 25 i 44, un 19,1% de 45 a 60 i un 2,2% 65 anys o més.
L'edat mediana era de 28 anys. Per cada 100 dones de 18 o més anys hi havia 134,8 homes.
La renda mediana per habitatge era de 38.125 $ i la renda mediana per família de 38.125 $. Els homes tenien una renda mediana de 28.750 $ mentre que les dones 23.750 $. La renda per capita de la població era de 14.161 $. Aproximadament el 18,2% de les famílies i el 25% de la població estaven per davall del llindar de pobresa.

## Poblacions més properes
El següent diagrama mostra les poblacions més properes.